# Chiesa di Sant'Antonio Abate (Macchie)
La chiesa di Sant'Antonio Abate si trova a Macchie, in Provincia di Macerata, nel comune di Castelsantangelo sul Nera.
È ubicata all'ingresso del paese, in via San Giovanni.

## Storia
La chiesa risale al XIV secolo, ed è antecedente a San Giovanni, situata anch'essa a Macchie. Nel XX secolo è stata rovinata da un incendio. Per molti anni la chiesa è rimasta chiusa, ma è stata riaperta dopo un restauro degli affreschi interni.

## Descrizione
La chiesa ha un soffitto a doppio spiovente ligneo, ed è divisa in due parti da un arco a tutto sesto. Dietro l'altare un affresco rappresenta Sant'Antonio circondato da animali; sullo sfondo è rappresentato uno scorcio del paese.

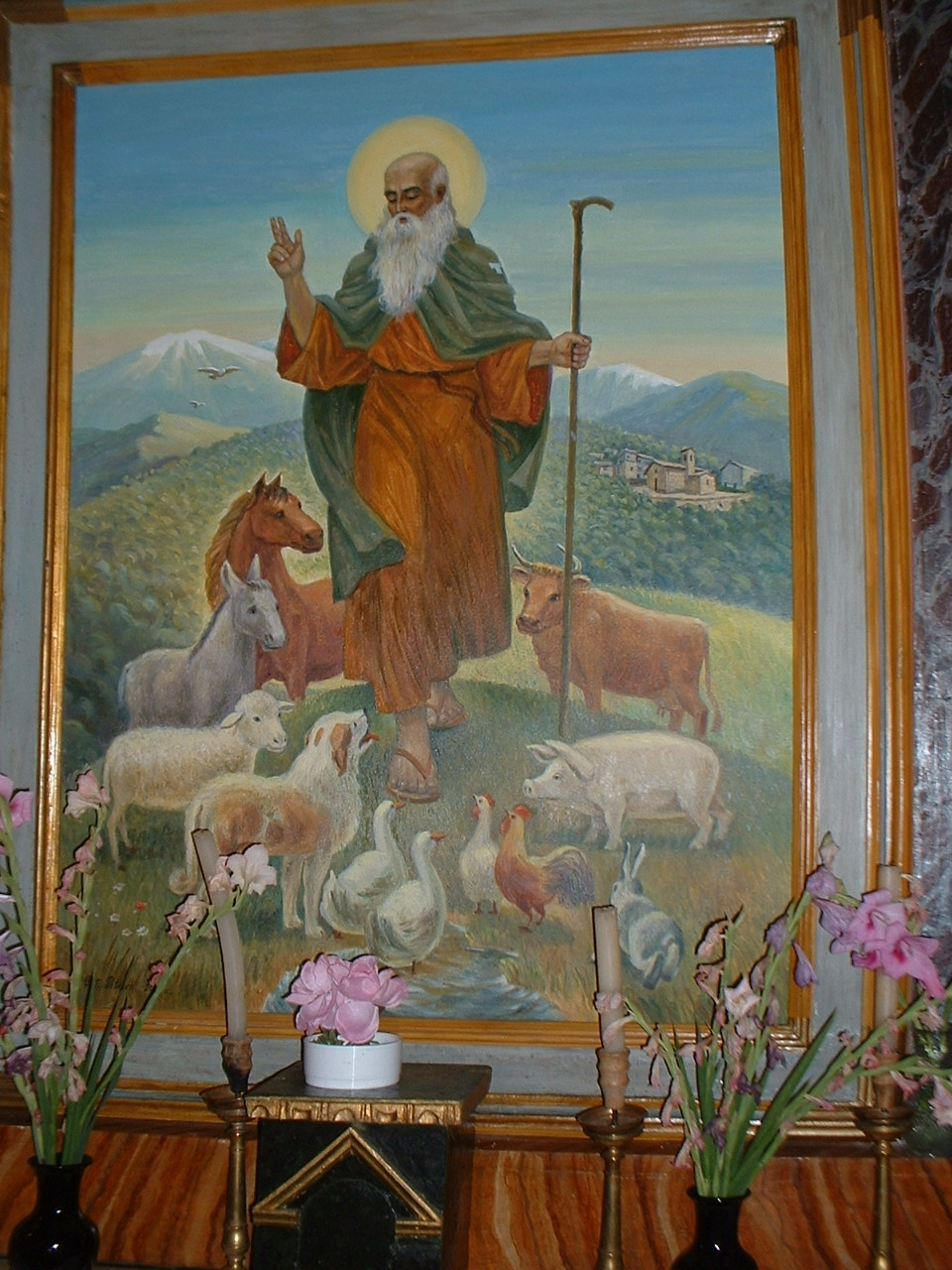
Sant'Antonio circondato dagli animali